# П-832 «Драва»
| П-832 «Драва»               | П-832 «Драва»                                          | П-832 «Драва»                                          |
| --------------------------- | ------------------------------------------------------ | ------------------------------------------------------ |
| П-832 «Драва» P-832 «Drava» |                                                        |                                                        |
|                             |                                                        |                                                        |
|                             |                                                        |                                                        |
| Під прапором                | Югославія · Військово-морські сили Сербія і Чорногорія | Югославія · Військово-морські сили Сербія і Чорногорія |
| Спуск на воду               | 1981 рік                                               | 1981 рік                                               |
| Виведений зі складу флоту   | 1998 рік                                               | 1998 рік                                               |
| Сучасний статус             | Зданий на злам                                         | Зданий на злам                                         |
| Проєкт                      |                                                        |                                                        |
| Основні характеристики      |                                                        |                                                        |
| Швидкість (надводна)        | 10 вузлів                                              | 10 вузлів                                              |
| Швидкість (підводна)        | 16 вузлів                                              | 16 вузлів                                              |
| Робоча глибина занурення    | 250 м                                                  | 250 м                                                  |
| Гранична глибина занурення  | 300 м                                                  | 300 м                                                  |
| Автономність плавання       | 4800 миль (на 9 вузлах)                                | 4800 миль (на 9 вузлах)                                |
| Екіпаж                      | 35 чоловік                                             | 35 чоловік                                             |
| Розміри                     |                                                        |                                                        |
| Довжина найбільша (по КВЛ)  | 55,8 м                                                 | 55,8 м                                                 |
| Ширина корпусу найб.        | 7,2 м                                                  | 7,2 м                                                  |
| Середня осадка (по КВЛ)     | 5,1 м                                                  | 5,1 м                                                  |
| Водотоннажність надводна    | 834 т                                                  | 834 т                                                  |
| Озброєння                   |                                                        |                                                        |
| Торпедно- мінне озброєння   | 6 x 533-мм ТА 20 мін або 10 запасних торпед            | 6 x 533-мм ТА 20 мін або 10 запасних торпед            |

П-832 «Драва» (серб. П-832 «Драва», хорв. P-832 «Drava») — підводний човен ВМС Югославії 1970-2000-х років типу «Сава». За післявоєнною традицією, названий на честь річки Драви.

## Історія служби
Підво́дний човен «Драва» був закладений на верфі «Brodogradilište specijalnih objekata» у Спліті у 1978 році, спущений на воду у 1980 році, вступив у стрій у 1981 році.
Ніс службу у складі ВМС Югославії.
Після розпаду Югославії переведений у Чорногорію, де увійшов до складу ВМС Сербії та Чорногорії.
У 1998 році планувався капітальний ремонт підводного човна, але він не був завершений і човен був виведений зі складу флоту.
У 2003 році човен був проданий на злам.